# 康坦·茹弗鲁瓦
康坦·茹弗鲁瓦（法語：Quentin Jouffroy，1993年5月7日—），法国男子排球运动员，场上位置是副攻。他曾代表法国国家队参加2024年夏季奥林匹克运动会男子排球比赛，获得一枚金牌。